# Ivindo
Ivindo è un dipartimento della provincia di Ogooué-Ivindo, in Gabon, che ha come capoluogo Makokou.